# Vasileiáda
Vasileiáda (Vasileiada) är en ort i Grekland.   Den ligger i prefekturen Nomós Kastoriás och regionen Västra Makedonien, i den norra delen av landet, 300 km nordväst om huvudstaden Aten. Vasileiáda ligger 825 meter över havet och antalet invånare är 325.
Terrängen runt Vasileiáda är kuperad söderut, men norrut är den bergig. Runt Vasileiáda är det ganska glesbefolkat, med 26 invånare per kvadratkilometer. Närmaste större samhälle är Kastoria, 14,9 km väster om Vasileiáda. Trakten runt Vasileiáda består i huvudsak av gräsmarker.